# Jezioro (Markusy)
Jezioro (deutsch Thiensdorf, früher Thiensdorff) ist ein Dorf im Powiat Elbląski (Elbinger Kreis) in der polnischen Woiwodschaft Ermland-Masuren. Es ist der Landgemeinde Markusy (Markushof) zugeordnet.

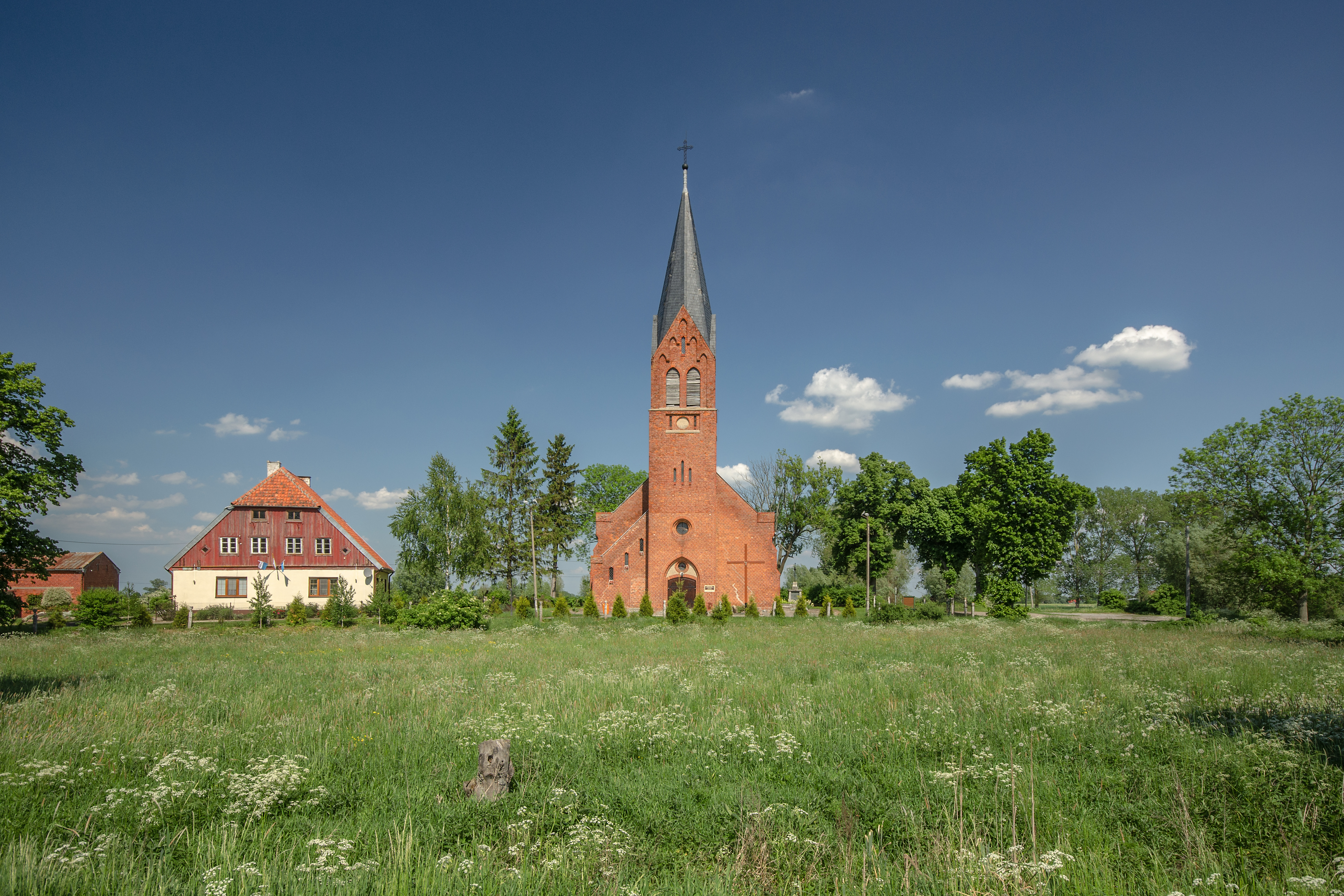
Dorfkirche, bis 1945 Gotteshaus des evangelischen Kirchspiels Thiensdorf

## Geographische Lage
Das  Kirchdorf liegt im ehemaligen Westpreußen, auf dem kleinen Marienburger Werder, an der Thiene, etwa zwanzig Kilometer ostnordöstlich von Marienburg (poln. Malbork) und zehn Kilometer südlich von Elbing (Elbląg).

## Geschichte
Thiensdorf wurde in der Neuzeit gegründet und war Teil eines Konglomerats von 16 Dörfern, den sogenannten ‚Holländer Huben‘ oder ‚Holländereien‘, die während der damaligen Zugehörigkeit der Region zu Königlich Preußen oder ‚polnisch Preußen‘ im Danziger und Großen Werder des Weichseldeltas angelegt wurden. Die ersten Siedler waren aus den Niederlanden vor der Inquisition geflohene evangelisch-lutherische und mennonitische Familien. Die übrigen Ortschaften sind: Langenau, Schwansdorf, Baalau, Hohenwalde, Markushof, Spiringwald(?), Wengeln, Wengelwalde, Eschenhorst, Alt Rosengart, Rosenort, Reichhorst, Sorgenort, Kniebau, Kronsnest und Schönwiese. Die niederländischen Neusiedler, die einschlägige Erfahrungen auf dem Gebiet der Trockenlegung von Feuchtgebieten mitbrachten, sollten im Weichseldelta brachliegendes Bruchland und Sumpfgelände entwässern, um Agrarland zu gewinnen.
Das kleine Bauerndorf hatte um 1908 einen Gasthof, eine Schmiede, eine Stellmacherei und im Ortsteil Rückfort eine Zweigstelle der Drausensee-Niederunger Spar- und Leihbank GmbH.
In Thiensdorf sprach man bis 1945–46 Niederpreußisches Deutsch.

Zugbrücke über die Thiene bei Thiensdorf, erbaut 1895
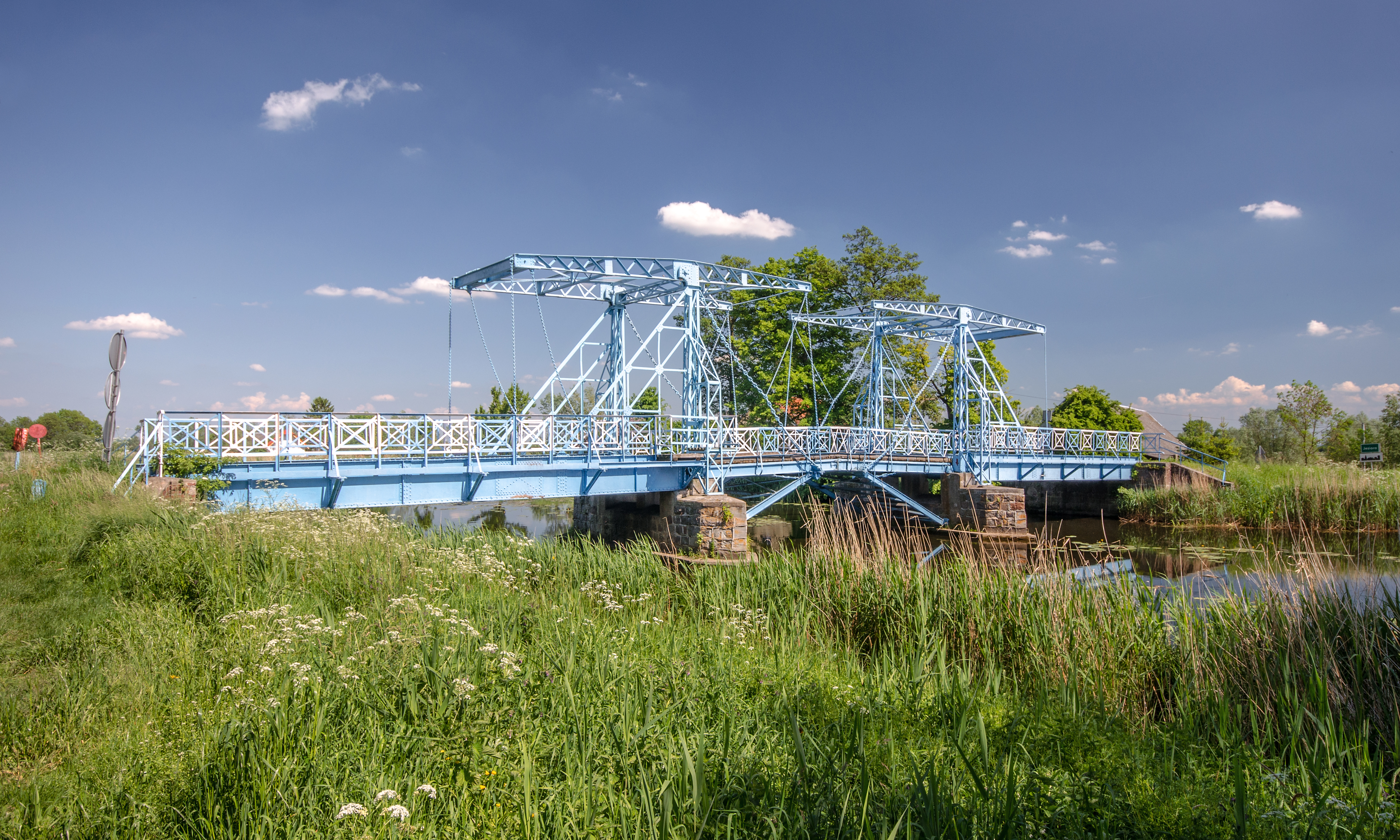
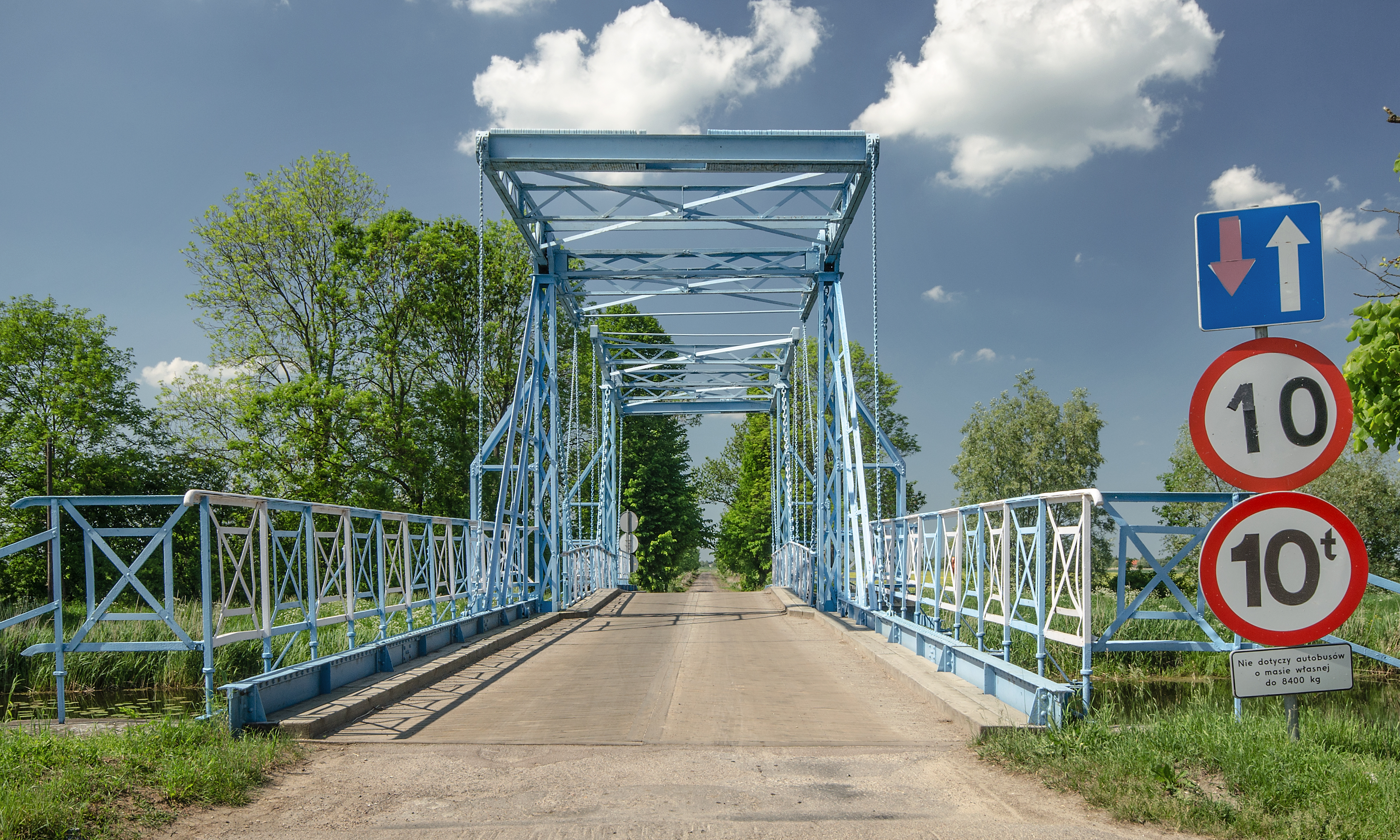

Im Jahr 1945 gehörte Thiensdorf zum Kreis Marienburg (Westpreußen) im Regierungsbezirk Marienwerder im
Reichsgau Danzig-Westpreußen des Deutschen Reichs. Thiensdorf war Sitz des Amtsbezirks Thiensdorf. Das Standesamt befand sich ebenfalls hier.
Gegen Ende des Zweiten Weltkriegs wurde die Region im Frühjahr 1945 von der Roten Armee besetzt. Nach Beendigung der Kampfhandlungen wurde Thiensdorf seitens der sowjetischen Besatzungsmacht zusammen mit der südlichen Hälfte Ostpreußens der Volksrepublik Polen zur Verwaltung überlassen. Soweit die einheimischen Dorfbewohner nicht geflohen waren, wurden sie in der Folgezeit von der polnischen Administration aus dem Kreisgebiet vertrieben oder an der Rückkehr gehindert.

### Demographie
| Jahr | Einwohner | Anmerkungen |
| ---- | --------- | --- |
| 1783 | –         | erbemphyteutisches Dorf mit einer lutherischen Pfarrkirche und einem mennonitischen Bethaus, zwölf Feuerstellen (Haushaltungen) |
| 1818 | 66        | erbemphyteutisches Dorf |
| 1852 | 100       | [ 7 ] |
| 1867 | 134       | am 3. Dezember |
| 1871 | 133       | am 1. Dezember, davon 75 Evangelische, 15 Katholiken und 43 sonstige Christen                                                   |
| 1885 | 200       | in 29 Wohngebäuden, am 1. Dezember, darunter 156 Evangelische, zehn Katholiken und 34 sonstige Christen                         |
| 1905 | 174       | in 28 bewohnten Wohnhäusern, am 1. Dezember, davon 126 Evangelische, 13 Katholiken und 35 andere Christen                       |
| 1910 | 166       | am 1. Dezember, sämtlich mit deutscher Muttersprache, darunter 120 Evangelische, 13 Katholiken und 33 sonstige Christen         |
| 1925 | 132       | [ 13 ] |
| 1933 | 183       | [ 13 ] |
| 1939 | 174       | [ 13 ] |

## Religionsgemeinschaften

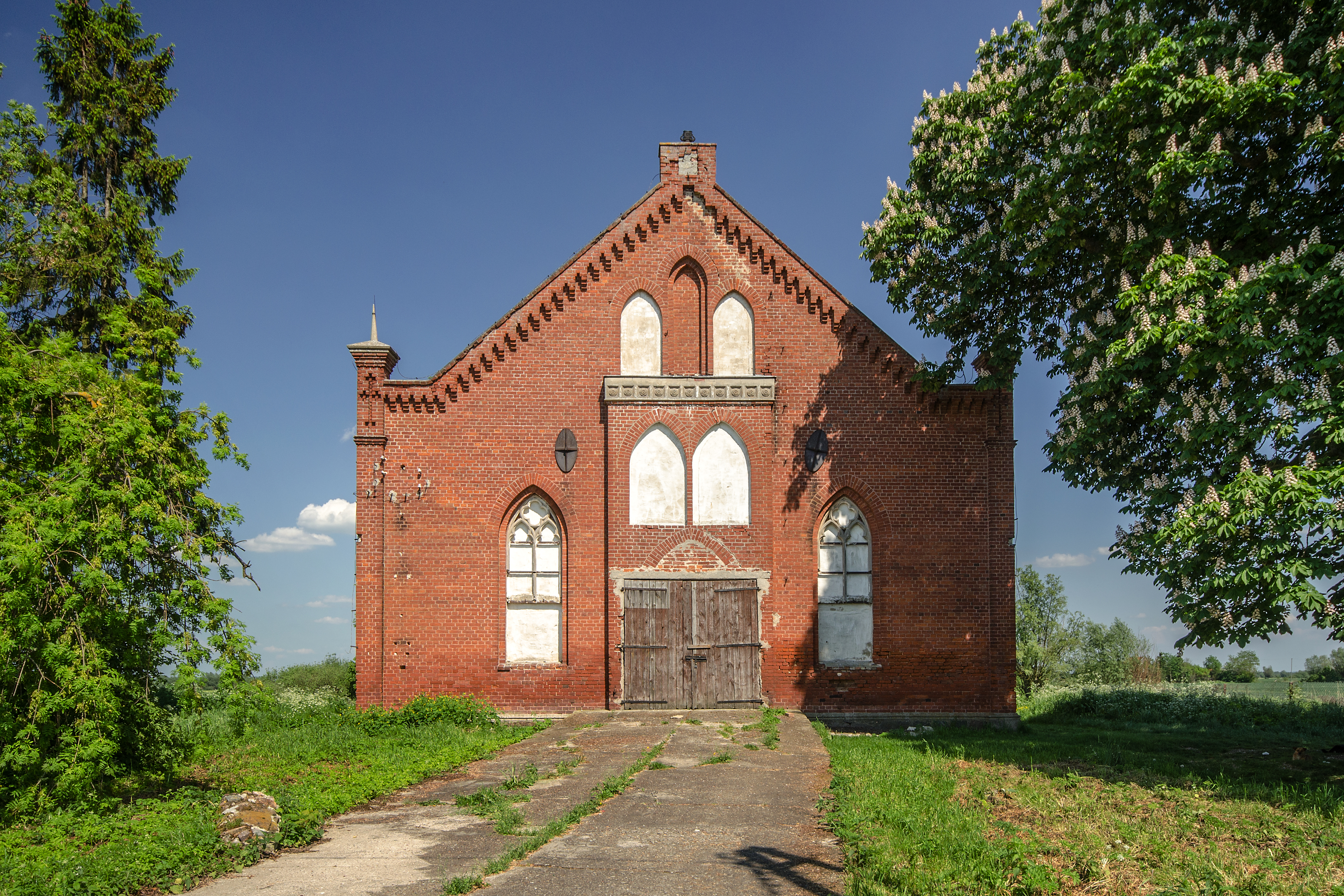
Ehemaliges Mennoniten-Bethaus, erbaut 1865

### Evangelische
Zwar war den im Delta angesiedelten niederländischen Entwässerungspionieren, die den evangelisch-lutherischen und mennonitischen Glaubensbekenntnissen angehörten, Religionsfreiheit zugesichert worden, der etablierten römisch-katholischen Geistlichkeit der Umgebung war die dauerhafte Ansiedlung andersgläubiger Religionsgemeinschaften in diesem ländlichen Raum jedoch nicht willkommen.
Thiensdorf hatte im 18. und 19. Jahrhundert eine evangelische Pfarrkirche und ein mennonitisches Bethaus.
Zum evangelischen Kirchspiel Thiensdorf gehörten um 1869 die Ortschaften: Thiensdorf und Thienshof, Thiensdorfsee und Rückfort, Markushof, Altrosengart, Eschenhorst, Kuckuck (am 1. Juli 1935 in die Landgemeinde Thiensdorf eingegliedert, Schwansdorf, Schwansdorferhöfchen, Wengeln, Wengelwalde, Rosenort, Reichhorst und Fellermannshuben, Augustwalde, Sorgenort, Stobbendorf, Spitzendorf, Baalau und Hohenwalde. 1871 wurde der zwischen Thiensdorf und Königsblumenau (früher Blumenau oder Königlich Blumenau, etwa zwölf Kilometer südsüdöstlich entfernter Ort, gehörte zum benachbarten ostpreußischen Kreis Preußisch Holland, wurde früher auch Blumenberg genannt) gelegene, von den Flüsschen Kummer und Sorge eingeschlossene Weiler Kühlborn eingepfarrt. Kühlborn wurde 1870 mit der Landgemeinde Sorgenort vereinigt.
Evangelische Geistliche  bis 1945
Von der Ortsgründung an bis zur Vertreibung der einheimischen Bevölkerung ab 1945 amtierten in Thiensdorf folgende evangelische Geistliche:
1. George Müller, aus Tannsee herbeigerufen, erster Prediger 1625, soll 1636 wegen Fehlverhaltens abgesetzt worden sein[21][22]
2. Martin Pisanus, von 1636 bis 1649 im Amt, als er verstarb[21][22]
3. Christoph Hainius, aus Prag, ehemals Gymnasiallehrer in Elbing, ging 1661 nach Preußisch Mark als Pfarrer, wo er 1676 verstarb[21][22]
4. Elias Dögen, aus der Mark, von 1661 bis 1663 im Amt, war später Pastor in Hornburg, Sachsen, und Garnisons-Prediger in Kolberg, Pommern[21][22]
5. Gabriel Schwartz, ein Elbinger, von 1663 bis zum 10. Februar 1678 im Amt, als er verstarb, wurde am 15. Februar des Jahres in der Prediger-Gruft vor dem Altar der Kirche beigesetzt[21][22]
6. Michael Horst, von 1678 bis zum 30. März 1679 im Amt, als er im Alter von 27 Jahren verstarb, wurde am 5. Februar in der Prediger-Gruft der Kirche beigesetzt[21][22]
7. Gottfried Ernesti, aus Bartenstein, ehemals Konrektor in Marienburg, seit 1679 im Amt, † 23 Februar 1694 nach 15-jähriger Amtstätigkeit im Alter von 41 Jahren[21][22]
8. Leonhard Wächter I., aus Dobschau in Ungarn, wurde von der katholischen Geistlichkeit, der das evangelische Kirchspiel Thiensdorf ein Dorn im Auge war, drangsaliert und im Winter 1695 sogar einmal nach Thiergart verschleppt und misshandelt; wurde am 9. November 1702 als Pastor in das Kirchspiel Marienburg abberufen[21][22]
9. Samuel Bachmann, aus Elbing, seit 1702 im Amt, ging nach elfjähriger Amtsführung am 13. November 1713 an die Marienkirche zu Elbing und wurde 1715 Senior des Ministeriums[21][22]
10. Johann Pfeifer, ehemaliger schwedischer Garnisonprediger in Elbing, wurde 1710, als die Russen Elbing im Sturm nahmen, gefangen genommen, jedoch von dem russischen General Nostitz wieder freigelassen, hielt sich danach teils in Elbig teils in Marienburg auf, bis er am 27. Juli 1713 das Amt in Thiensdorf antrat, wo er nach elfjähriger Amtsführung starb[21][22]
11. Gottfried Kraffert, aus Passenheim, war seit dem 5. Mai 1724 im Amt, starb bei der Amtsausübung um 10 Uhr während des Morgengebets am Sonntag, dem 6. April 1737 nach 13-jähriger Amtsführung im Alter von 42 Jahren[21][22]
12. Samuel Leonhard Wächter II., Sohn des L. Wächter I., in Marienburg geboren, war zuvor sieben Jahre lang Pfarrer in Groß Lesesitz, war hier vom 15. Mai 1737 bis zum 7. November 1752 im Amt, als er in seinem 21. Dienstjahr im Alter von 47 Jahren verstarb[21][22]
13. George Jacob Bobrick, ein Marienburger Kandidat, 1753–1765 im Amt, überwarf sich mit der Pfarrgemeinde wegen eines Vertrauensbruchs,[23] übernahm anschließend eine Pfarrstelle bei St. Petersburg
14. Ephraim Ohlert I., außerordentlicher Professor am Gymnasium zu Elbing, wurde am 7. November 1765 berufen und am 14. November desselben Jahres zu Danzig ordiniert, starb nach 43-jähriger Amtsführung am 20. Oktober 1808 im Alter von 72 Jahren an einem grippalen Infekt.[21][22]
15. Ephraim Ohlert II., Sohn des Vorherigen, zuvor Pfarrer in Tannsee, verwaltete das Amt 16 Jahre lang und starb am 4. September 1824 im Alter von 54 Jahren an einer Darmkrankheit[21][22]
16. Johann Christian Friedrich Schmidt, geboren zu Falkenau bei Schippenbeil in Ostpreußen, Sohn des Pfarrers Johann Daniel Schmidt zu Allenburg, studierte von Ostern 1807–1812 in Königsberg, wirkte dort als Privatlehrer, bis er 1815 als Pfarrer nach Tiefensee, ab 1817 nach Kanditten und am 15. März 1825 nach Thiensdorf berufen wurde, war noch 1835 im Amt[21][22]
17. Gustav Otto Felix Krause, geb. 1852, ordiniert am 8. November 1878, noch 1886 im Amt[24]

### Mennoniten
Den Mennoniten hatte seit 1728 ein hölzernes Bethaus zur Verfügung gestanden. 1865 wurde an derselben Stelle ein gemauertes Bethaus errichtet.